# 𝼋
Cette page contient des caractères spéciaux ou non latins. S’ils s’affichent mal (▯, ?, etc.), consultez la page d’aide Unicode.
La lettre ech double barre (sans majuscule) est une lettre additionnelle de l’alphabet latin utilisée par certains auteurs comme symbole non standard de l’alphabet phonétique international. Elle est composée de la lettre ech ‹ ʃ › avec une double barre inscrite.

## Utilisation
Dans les années 1930, la lettre ech double barre a été proposé par Douglas Beach (en) comme symbole de l’alphabet phonétique international pour remplacer la lettre de clic palatal ‹ ǂ › et harmonisé avec les lettres de clic ‹ ʇ ʖ ʗ ›.
Bonny Sands a proposé d’utiliser la lettre ech double barre pour représenter le clic palatal quasi-fricatif [ǃ͡s].

## Représentation informatique
Le lettre ech double barre possède la représentation Unicode suivante (Latin étendu G) :
| formes     | représentations | chaînes de caractères | points de code | descriptions                             |
| ---------- | --------------- | --------------------- | -------------- | ---------------------------------------- |
| unicaméral | 𝼋               | 𝼋                     | U+1DF0B        | lettre latine minuscule ech double barre |